# Ighil N'Oumgoun
Ighil N'Oumgoun  (in arabo اغيل نومكون‎?) è un centro abitato e comune rurale del Marocco situato nella provincia di Tinghir, regione di Drâa-Tafilalet. Conta una popolazione di 22 010 abitanti (censimento 2014).